# Peperomia heterophylla
Peperomia heterophylla är en pepparväxtart som beskrevs av Friedrich Anton Wilhelm Miquel. Peperomia heterophylla ingår i släktet peperomior, och familjen pepparväxter. Inga underarter finns listade i Catalogue of Life.